# Klaus Härö
Klaus Härö, né le 31 mars 1971  à Porvoo (Finlande), est un réalisateur de la minorité suédoise de Finlande.

## Biographie
Klaus Härö a étudié la réalisation et la scénarisation à l'École supérieure Aalto d'art, de design et d'architecture d'Helsinki.
Il a réalisé cinq longs métrages de fiction et plusieurs courts métrages et documentaires.

## Honneurs et prix
- 2003 : Prix Ingmar Bergman[2]
- 2004 : Taiteen valtionpalkinnot (Prix national pour l'art)[3]

Trois de ses films (Elina - som om jag inte fanns, Une autre mère, et The Fencer) ont été choisis pour représenter la Finlande pour l'Oscar du meilleur film en langue étrangère.

## Filmographie
- 1993 : Johannes 10-11 v.
- 1994 : Jagande efter vind
- 1997 : Maraton
- 1998 : Ofödda poeters sällskap
- 1999 : Nattflykt
- 2000 : Sommartider
- 2002 : Elina - Som om jag inte fanns
- 2003 : Statisti
- 2005 : Une autre mère (Äideistä parhain)
- 2005 : Huvudrollen (TV)
- 2007 : Den nya människan
- 2009 : Lettres au Père Jacob (Postia pappi Jaakobille)
- 2013 : Dagmamman (TV)
- 2015 : Le Maître d'escrime (Miekkailija)
- 2018 : Tuntematon mestari (en post-production)
- 2020 : Elämää kuoleman jälkeen (Après le mort)
- 2022 : My Sailor, My Love

## Prix et récompenses
- 2006, Prix culturel de l'Église